# Canon EF 11-24 мм
Canon EF 11-24 мм f/4L USM — профессиональный сверхширокоугольный зум-объектив для цифровых фотокамер Canon EOS, выпущенный в феврале 2015 года.

## Описание
Объектив имеет байонет EF, диапазон фокусных расстояний от 11 до 24 мм при постоянной диафрагме f/4.
В объективе применён кольцевой ультразвуковой мотор для быстрой и практически бесшумной автофокусировки.
При использовании c цифровыми однообъективными зеркальными фотоаппаратами с матрицей формата APS-C (кроп-фактор 1,6) эквивалентное фокусное расстояние объектива составляет от 17 до 38 мм.

## Награды
Canon EF 11-24 мм стал лауреатом премий:
- XXV TIPA AWARDS (2015) — «Лучший профессиональный DSLR-объектив» (англ. Best Professional DSLR Lens)[1]
- EISA European Advanced SLR (2015—2016) — «Лучший профессиональный DSLR-объектив»[2][3]

## Галерея

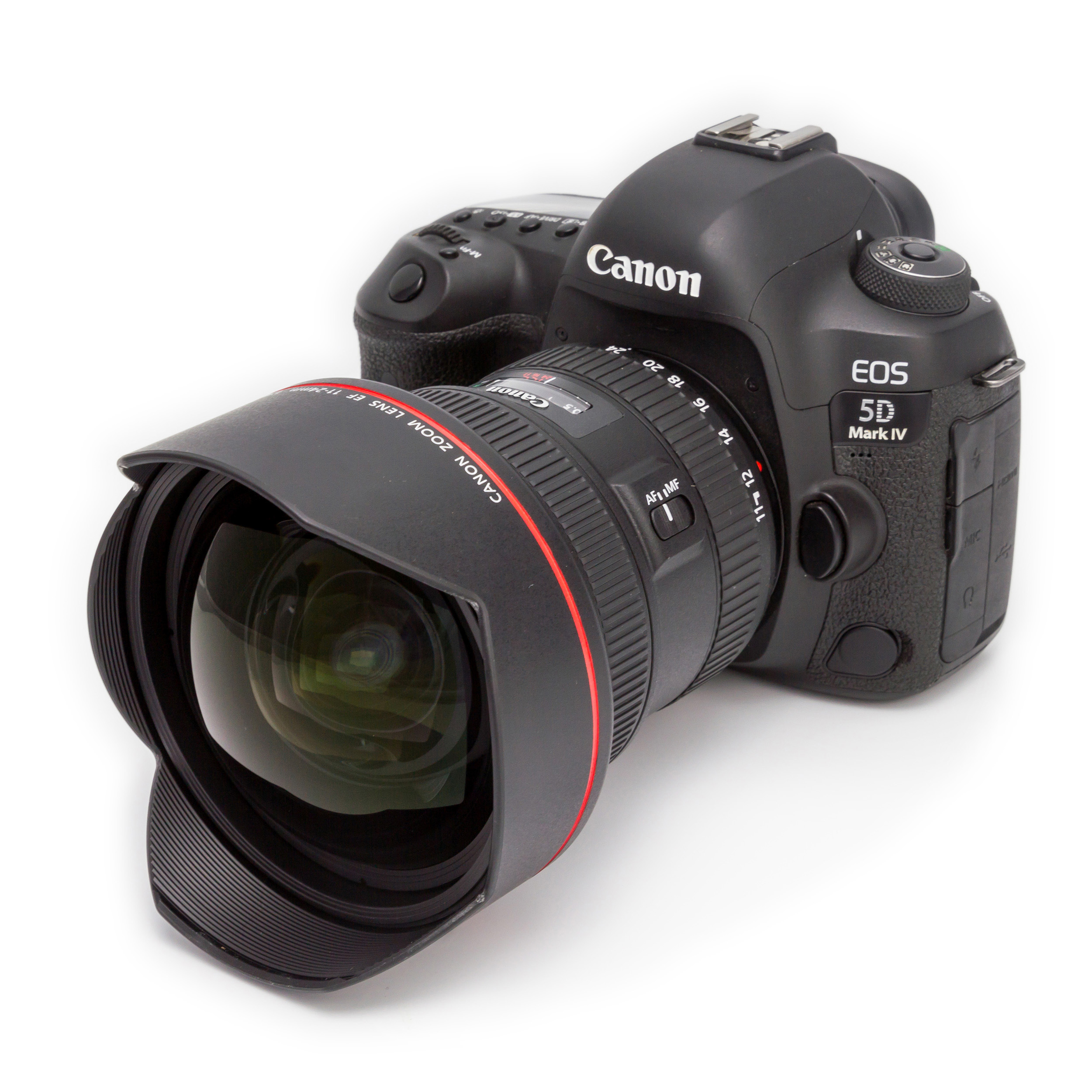
Canon EF 11-24mm F4L USM на камере EOS 5D Mark IV
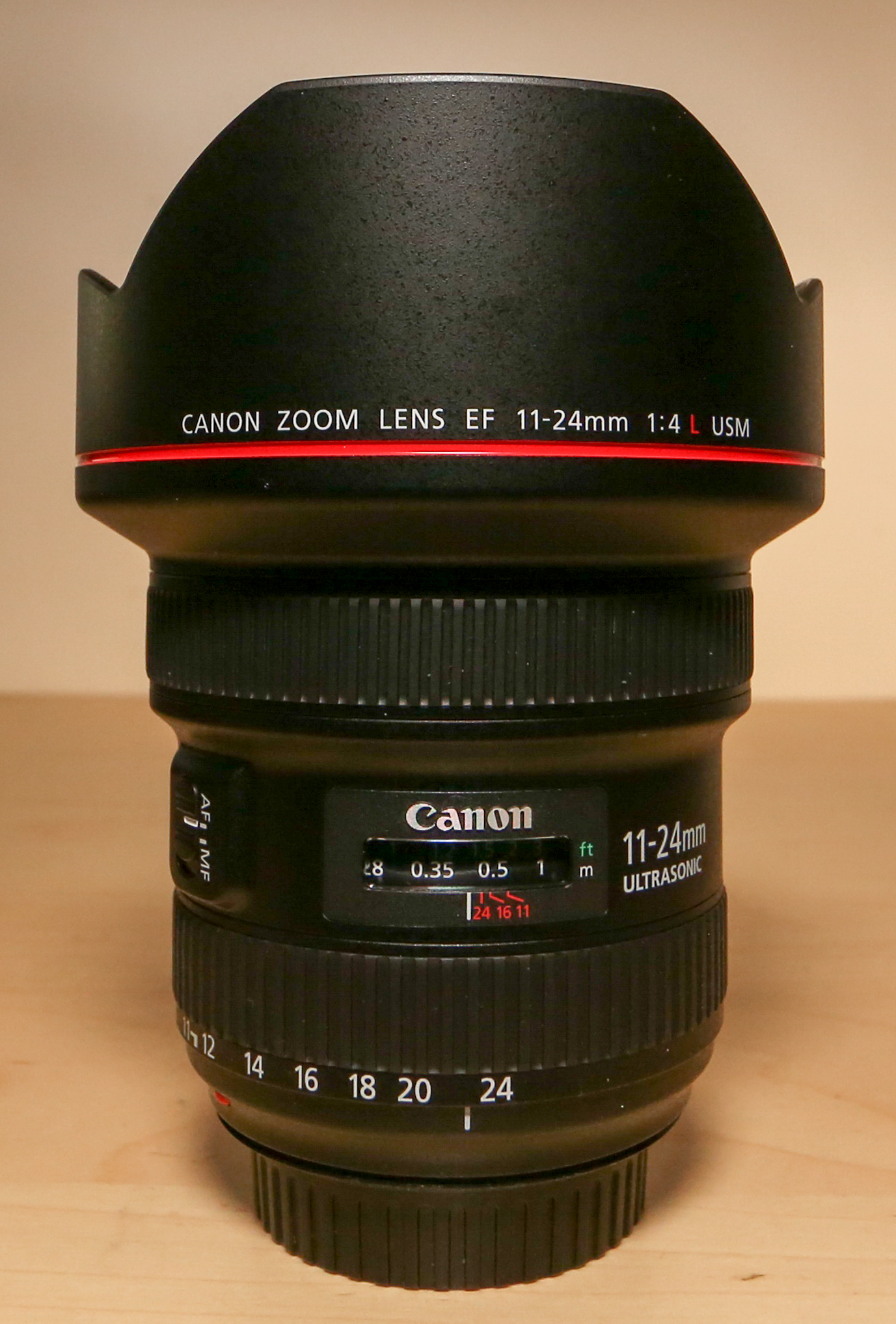
Canon EF 11-24mm F4L USM